# Rote Richtung
Die Rote Richtung (RR) war ein zwischen 1920 und 2013 bestehendes Kartell innerhalb der Deutschen Burschenschaft. Ihre letzten Mitgliedsburschenschaften gründeten 2008 das Kartell Roter Burschenschaften (KRB), welches nicht mehr an die Deutsche Burschenschaft gebunden ist.

## Geschichte
Die Rote Richtung wurde am 10. Januar 1920 als Gegenpol zum Weißen Kreis gegründet, nachdem bereits in den Jahren zuvor die Burschenschaften der Roten Richtung in einem losen Zusammenschluss der 1908 entstandenen Weißen Richtung, dem späteren Weißen Kreis, gegenübergestanden hatten. Hervorgegangen ist sie größtenteils aus den alten Freundschaftsverhältnissen zwischen Burschenschaften des ehemaligen Norddeutschen Kartells. Der Gründung voraus ging eine Vorbesprechung am 12. Juli 1919 bei der Gießener Burschenschaft Germania.
Die Rote Richtung bildete eine Arbeitsgemeinschaft gleichgesinnter Burschenschaften. Der Name Rote Richtung wurde aufgrund der überwiegend roten Mützenfarben der Gründungsburschenschaften und zugleich im übertragenen Sinne als Zeichen des arministischen Prinzips gewählt. Dieses besagt unter anderem, dass besonders auf einen tadellosen Lebenswandel und das Erziehungsprinzip einer Burschenschaft Wert gelegt wird. Das Credo „Mehr Sein als Schein!“ ist umgangssprachlich passend. Dies bedeutet im Umkehrschluss nicht, dass kein Wert auf gesellschaftliche Umgangsformen gelegt wird, jedoch sollte „der Schein“ nicht das Hauptaugenmerk in der Erziehung und im Lebenswandel sein.
Auf dem Burschentag 1923 trat die Rote Richtung erstmals einheitlich mit dem angenommenen Antrag hervor, „möglichst monatlich einmal bei einer gemeinsamen Zusammenkunft eine Sammlung zu Gunsten des bedrohten Grenz- und Auslanddeutschtums zu veranstalten“.
Seit 1927 gab die Rote Richtung ein eigenes Nachrichtenblatt heraus. Im selben Jahr wurden PP-Suiten und Chargenforderungen zwischen den Burschenschaften der Roten Richtung untersagt.
Mit der Auflösung der Korporationen im Dritten Reich erlosch auch die Arbeit der Roten Richtung; mit der Auflösung der Deutschen Burschenschaft am 18. Oktober 1935 endete schließlich das Kartellverhältnis insgesamt.
Nach dem Zweiten Weltkrieg wurde sie am 14. Juni 1951 beim Burschentag in Bingen am Rhein wiederbegründet. Nachdem die Gründung der Burschenschaftlichen Gemeinschaft (BG) auch durch Mitglieder der Roten Richtung erfolgt war, kam es im Sommer 1963 zum Streit darüber, ob eine gleichzeitige Mitgliedschaft in BG und Roten Richtung möglich sein sollte, woraufhin einige Burschenschaften aus der Roten Richtung austraten und das Norddeutsche Kartell wiederbegründeten. Am 1. Juni 1982 löste sich die Rote Richtung auf, nachdem die Anzahl der Mitgliedsbünde immer weiter abgenommen hatte. Eine erneute Wiederbegründung fand am 2. Juni 2001 statt. Nachdem im Frühjahr 2013 alle Burschenschaften der Roten Richtung aus der Deutschen Burschenschaft ausgetreten waren, endete das Kartell in seiner an die Deutsche Burschenschaft gebundenen Form.

## Kartell Roter Burschenschaften
Die Mitglieder der Roten Richtung gründeten am 10. Februar 2008 gemeinsam mit der Würzburger Burschenschaft Arminia das Kartell Roter Burschenschaften (KRB), das anders als die Rote Richtung nicht an die Deutsche Burschenschaft gebunden ist und somit auch verbandsfreien Burschenschaften oder Burschenschaften anderer Verbände offensteht.

## Mitglieder
| Mitgliedsname                                                       | Zeitraum der Mitgliedschaft (RR)                                                                           | Zeitraum der Mitgliedschaft (KRB) |
| ------------------------------------------------------------------- | --- | --------------------------------- |

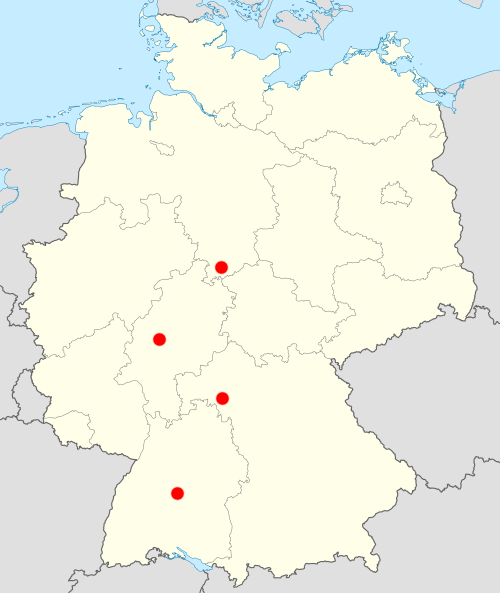
Verteilung der Hochschulorte der Mitglieder des Kartells Roter Burschenschaften

| Gießener Burschenschaft Germania – (*), (**)                        | - 10. Januar 1920 – Pfingsten/Burschentag 1930 - 14. Juni 1951 – 23. April 1969                            | - 28. April 2013 – heute          |
| Burschenschaft Holzminda Göttingen – (*), (***), (****)             | - 10. Januar 1920 – 18. Oktober 1935 - 26. Januar 1952 – 1. Juni 1982 - 2. Juni 2001 – 23. März 2013       | - 10. Februar 2008 – heute        |
| Straßburger Burschenschaft Arminia zu Tübingen – (*), (***), (****) | - 10. Januar 1920 – 18. Oktober 1935 - 1953 – 1. Juni 1982 - 2. Juni 2001 – 21. Mai 2013                   | - 10. Februar 2008 – heute        |
| Würzburger Burschenschaft Arminia – (*), (**), (****)               | - 10. Januar 1920 – Pfingsten/Burschentag 1930 - 14. Juni 1951 – 1960/61 - November 1964 – 3. Februar 1982 | - 10. Februar 2008 – heute        |

(*) RR-Gründungsmitglied am 10. Januar 1920

(**) RR-Wiedergründungsmitglied am 14. Juni 1951

(***) RR-Wiedergründungsmitglied am 2. Juni 2001

(****) KRB-Gründungsmitglied am 10. Februar 2008

## Ehemalige Mitglieder
| Burschenschaft                                                       | Zeitraum der Mitgliedschaft (RR)                                                                   |
| -------------------------------------------------------------------- | -------------------------------------------------------------------------------------------------- |
| Arminia Berlin – (*), (**)                                           | - 10. Januar 1920 – 18. Oktober 1935 - 14. Juni 1951 – 6. Juli 1963                                |
| Primislavia Berlin – (**)                                            | - 14. Juni 1951 – 1982                                                                             |
| Saravia Berlin – (*)                                                 | - 10. Januar 1920–1930/31 - ??? – 6. Juli 1963                                                     |
| Raczeks Breslau – (*) (heute in Bonn)                                | - 10. Januar 1920 – Pfingsten/Burschentag 1930                                                     |
| Moravia Brünn                                                        | - 1920 – 18. Oktober 1935                                                                          |
| Teutonia Czernowitz                                                  | - um 1932 – ???                                                                                    |
| Arminia Frankfurt – (**) (seit 1950: Frankfurt-Leipziger Arminia)    | - Pfingsten 1929 – April 1931 - 14. Juni 1951 – 6. Juli 1963                                       |
| Glückauf Freiberg – (*)                                              | - 10. Januar 1920 – 1924                                                                           |
| Teutonia Freiburg – (*)                                              | - 10. Januar 1920 – ??? - ??? – 6. Juli 1963 - KRB-Mitgliedschaft: 6. November 2016 – 1. Juli 2019 |
| Frankonia Graz                                                       | - 1924 – 1960/61                                                                                   |
| Germania Greifswald – (*)                                            | - 10. Januar 1920 – 1924                                                                           |
| Normannia Heidelberg                                                 | - 1957 – 6. Juli 1963                                                                              |
| Brixia Innsbruck                                                     | - 1924 – 1960/61                                                                                   |
| Germania Karlsruhe (heute Teutonia) – (*)                            | - 10. Januar 1920 – ???                                                                            |
| Germania Köln                                                        | - Burschentag 1926 – 6. Juli 1963                                                                  |
| Teutonia Königsberg – (*), (**) (später: Teutonia-Germania Marburg)  | - 10. Januar 1920 – Pfingsten/Burschentag 1930 - 14. Juni 1951 – 1959                              |
| Arminia Leipzig – (*), (**) (seit 1950: Frankfurt-Leipziger Arminia) | - 10. Januar 1920 – 23. Juli 1930 - 14. Juni 1951 – 6. Juli 1963                                   |
| Cruxia Leoben                                                        | - 1924 – ???                                                                                       |
| Saravia Mainz                                                        | - 4. Juni 1954 – 1982                                                                              |
| Arminia Marburg – (*)                                                | - 10. Januar 1920 – Pfingsten/Burschentag 1930                                                     |
| Arminia München – (*), (**) (heute: Arminia-Rhenania München)        | - 10. Januar 1920 – 18. Oktober 1935 - 14. Juni 1951 – 28. Juni 1960                               |
| Danubia München – (*), (**)                                          | - 10. Januar 1920 – Pfingsten/Burschentag 1930 - 14. Juni 1951 – 1959                              |
| Guelfia München – (*)                                                | - 10. Januar 1920 – Juli 1921                                                                      |
| Frankonia Münster                                                    | - um 1922 – 1924                                                                                   |
| Ghibellinia Prag (heute in Saarbrücken)                              | - Burschentag 1922 - ?                                                                             |
| Redaria Rostock                                                      | ???                                                                                                |
| Ulmia Stuttgart                                                      | ???                                                                                                |
| Teutonia Wien                                                        | - 1920/24 – ??? - Pfingsten/Burschentag 1958 – 1960                                                |

(*) RR-Gründungsmitglied am 10. Januar 1920

(**) RR-Wiedergründungsmitglied am 14. Juni 1951